# Synagoge (Eich)

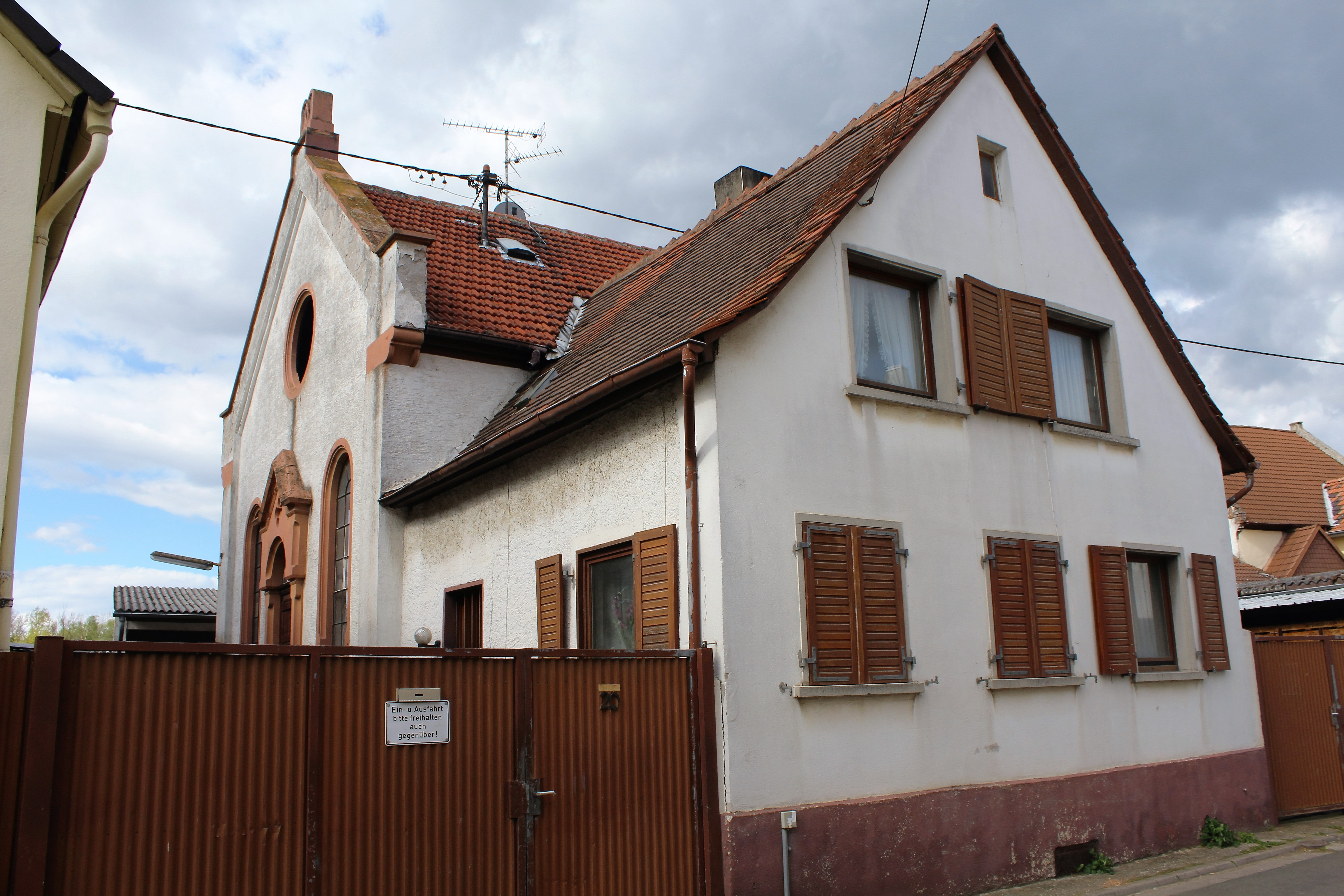
Synagoge in Eich (2016)

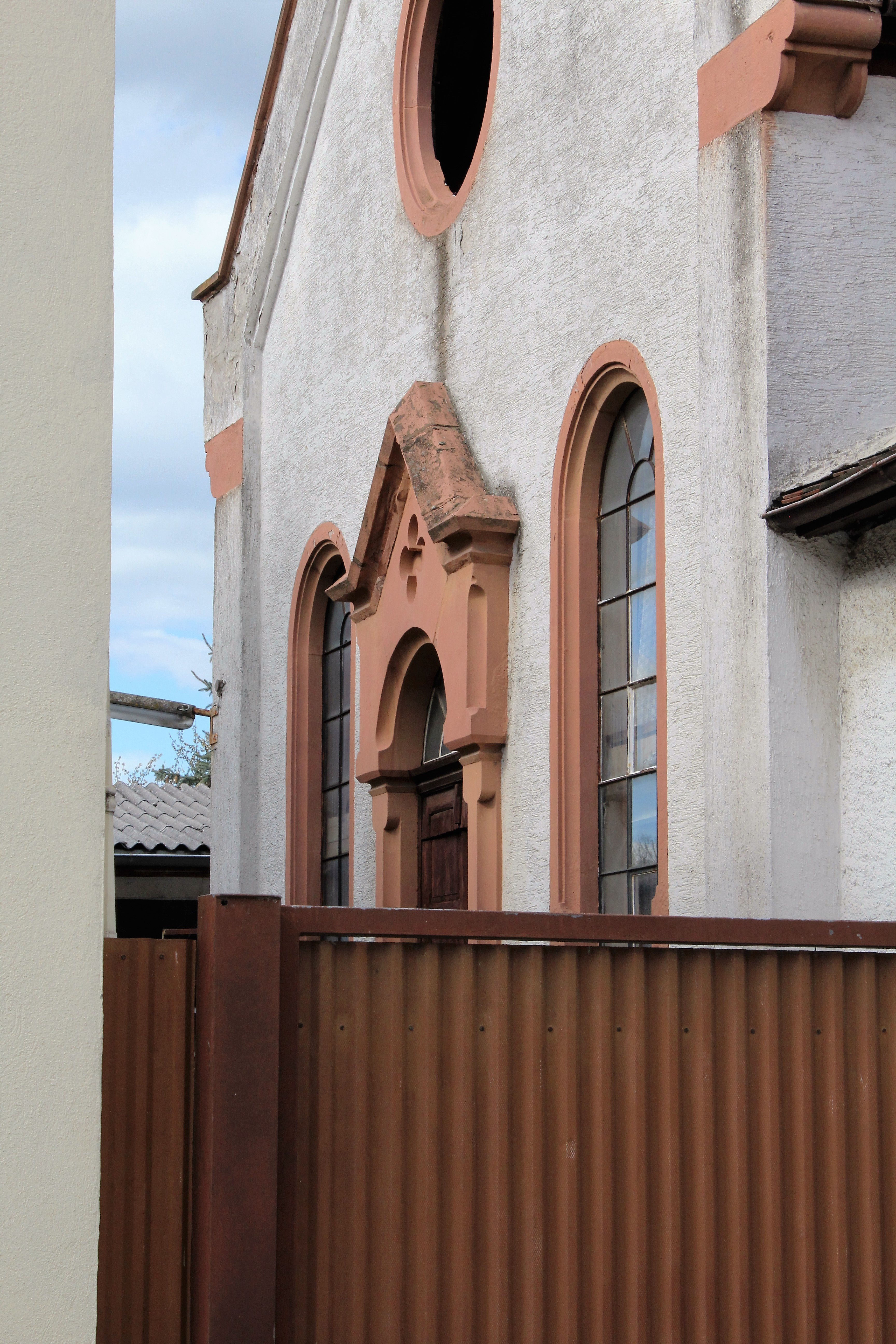
Eingangsfassade

Die Synagoge in Eich, einer Ortsgemeinde im Landkreis Alzey-Worms in Rheinland-Pfalz, wurde 1890 errichtet. Die profanierte Synagoge an der Altrheinstraße 20 ist ein geschütztes Kulturdenkmal. Der quadratische Backsteinbau besitzt eine repräsentative Eingangsfassade mit Ecklisenen und neugotischem Portal mit Giebelverdachung und ein großes rundes Giebelfenster. Die neuromanischen Fenster werden von Rundbögen überspannt. Auf der Giebelspitze des Walmdachs befinden sich die Gebotstafeln (Sandstein), welche die ehemalige Synagoge als Sakralbau erkennen lassen. Die ehemalige Synagoge in Eich ist eine der wenigen Landsynagogen im Kreis Alzey-Worms, die nicht nur erhalten, sondern auch als solche zu erkennen sind.

## Geschichte
Die Geschichte des ehemaligen Gotteshauses reicht über 180 Jahre zurück. Vor dem Bau der Synagoge war bereits ein Betsaal vorhanden. Seit 1882 stellte die kommunale Gemeinde Eich der jüdischen Gemeinde für eine jährliche Miete von 50 Mark einen Raum im „Gasthaus zum Löwen“ (1988/89 abgerissen) in der Hauptstraße als Gottesdienstraum zur Verfügung. 1889 wurden die Pläne zum Bau einer Synagoge in Eich wieder aufgenommen. Die jüdische Gemeinde hatte in der Altrheinstraße ein Haus (erbaut 1847) mit Scheune erworben, das als Schule und gleichzeitig dem Religionslehrer als Wohnung dienen sollte. Die Scheune sollte abgerissen und an deren Stelle eine Synagoge errichtet werden. Am 8. Oktober 1889 erhielt die jüdische Gemeinde für die im August desselben Jahres eingereichten Pläne die Baugenehmigung. Ein knappes Jahr später, am 23. September 1890, wurde der Bau vom „Feuervisitator“ (Schornsteinfeger) baurechtlich ohne Beanstandung abgenommen und die Synagoge konnte eingeweiht werden. Die Frauenempore war über eine Treppe zugänglich, die zwischen Lehrerwohnung und Synagoge errichtet worden war. 
Im November 1933 fand in der Eicher Synagoge die letzte Bar Mitzwa statt. Das Fest wurde bereits von den Ereignissen überschattet, die seit der Machtübernahme der Nationalsozialisten auch die jüdischen Familien in Eich erfasst hatten. Die vermutlich letzte Nutzung der Synagoge wird um 1934 gewesen sein. Zu diesem Zeitpunkt hatten bereits mehrere Familien Eich verlassen. Im August/September 1936 wurde der gesamte Synagogenkomplex an eine Privatperson verkauft. Der Sakralbau wurde nun als Abstellraum genutzt. 1945 gab Dr. Isaak Holzer (siehe die Liste der Rabbiner der jüdischen Gemeinde Worms) den Wert des Gebäudes und des Inventars zum 9. November 1938 mit insgesamt 8500 Reichsmark an.
Bis 1971 befand sich das Gebäude von außen noch im Originalzustand. Mitte der 1980er Jahre wurde der gesamte Komplex mit einem Verputz und Anstrich versehen. 1996 erfolgte durch eine Schnellerfassung die Aufnahme der ehemaligen Synagoge als Kulturdenkmal. Seitdem steht sie unter Denkmalschutz. Zu diesem Zeitpunkt hatte der Innenraum jedoch schon starke Veränderungen erfahren. Dort, wo sich zuvor die Frauenempore befand, war eine Zwischendecke eingezogen und der Zugang über die Treppe zur Frauenempore zugemauert worden. Außerdem waren Teile der nördlichen und östlichen Außenwände (dort befand sich der Toraschrein) entfernt worden. Ob an dem Gebäude weitere Veränderungen vorgenommen wurden, nachdem es unter Schutz stand, ist nicht bekannt.
Das Rundfenster unter dem Giebel der Eingangsfassade fehlte (nachweislich) seit 2010. Im Dezember 2018 fand eine Besichtigung des Gebäudes durch die Denkmalpflege Alzey-Worms statt, wobei das beschädigte Rundfenster auf dem dahinter liegenden Dachboden geborgen werden konnte. Im August/September 2019 erfolgten substanzerhaltende Reparaturen und der provisorische Einbau des Fensters (fehlende Glasscheiben wurden mit Plastik abgedeckt). Seit 2023 ist das Fenster vollständig restauriert. 